# Municipio de Waterloo (Kansas)
El municipio de Waterloo (en inglés: Waterloo Township) es un municipio ubicado en el condado de Lyon en el estado estadounidense de Kansas. En el año 2010 tenía una población de 284 habitantes y una densidad poblacional de 1,84 personas por km².

## Geografía
El municipio de Waterloo se encuentra ubicado en las coordenadas 38°41′18″N 96°0′30″O / 38.68833, -96.00833. Según la Oficina del Censo de los Estados Unidos, el municipio tiene una superficie total de 154.53 km², de la cual 153,25 km² corresponden a tierra firme y (0,83 %) 1,28 km² es agua.

## Demografía
Según el censo de 2010, había 284 personas residiendo en el municipio de Waterloo. La densidad de población era de 1,84 hab./km². De los 284 habitantes, el municipio de Waterloo estaba compuesto por el 98,24 % blancos, el 0,35 % eran afroamericanos y el 1,41 % eran de una mezcla de razas. Del total de la población el 2,11 % eran hispanos o latinos de cualquier raza.